# Mumia

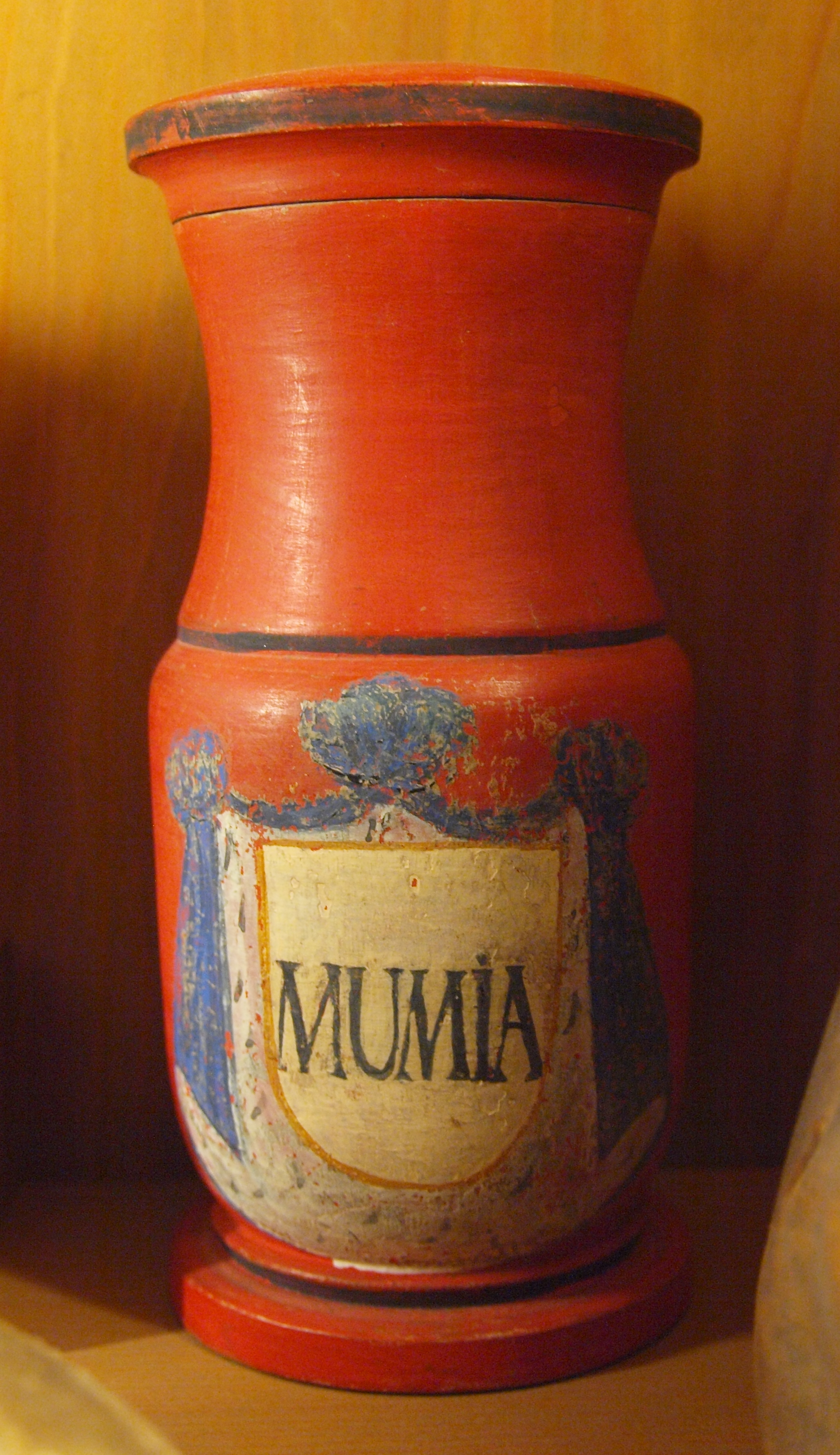
Gerra de mumia del

El terme mumia abasta diverses substàncies emprades al llarg de la història de la medicina, des de la brea fins a les mòmies humanes polvoritzades. El seu origen etimològic rau en el mot àrab مومياء (mumiya), referit a un betum resinós originari de l'Àsia occidental i que tenia suposades propietats curatives en la medicina islàmica tradicional, que els grecs antics traduïen com a πισσάσφαλτος (pissàsfaltos). En l'edat mitjana europea, mumiya passà al llatí com a mumia o mummia, amb el doble sentit de 'medicina bituminosa procedent de Pèrsia' i de 'mòmia'. Els apotecaris venien mumia a preu d'or, car es considerava una panacea. També es feia servir com a afrodisíac. A partir del segle xii, quan les importacions de betum natural començaren a perdre volum, s'interpretà erròniament que «mumia» era sinònim de «mòmia» i el mot passà a designar «una exsudació resinosa i negra que extreta de les mòmies egípcies embalsamades». Això donà peu a un comerç lucratiu entre Egipte i Europa. Els proveïdors substituïren l'exsudació de mumia, cada vegada més escassa, per mòmies senceres, tant embalsamades com dessecades. Després que Egipte prohibís les exportacions de mumia al segle xvi, els apotecaris europeus sense escrúpols començaren a vendre mòmia falsa preparada embalsamant i dessecant cadàvers frescos. Durant el Renaixement, els estudiosos demostraren que la traducció de «mumia» com a «mòmia» era un error i els metges deixaren de prescriure aquest fàrmac ineficaç. Finalment, els artistes dels segles xvii i xix utilitzaven mòmies triturades per tenyir una pintura a l'oli popular, el «marró mòmia».